# Gerbillus poecilops
Gerbillus poecilops és una espècie de mamífer rosegador de la família dels múrids. És endèmic de les serralades costaneres de la mar Roja i l'extrem occidental del golf d'Aden (Aràbia Saudita i Iemen). El seu hàbitat natural són les zones sorrenques situades prop de poblacions, magatzems i camps de conreu. És una espècie en risc mínim, és a dir, no sembla que hi hagi cap amenaça significativa per a la seva supervivència.